# Svenska mästerskapen i långbanesimning
Svenska mästerskapen i simning avgörs varje sommar i 50-metersbassäng, vanligtvis utomhus, och sedan slutet av 1980-talet tillsammans med JSM i simning.

## Värdar
- 1899 – Stockholm
- 1900 – Stockholm
- 1901 – Stockholm
- 1902 – Stockholm
- 1903 – Stockholm
- 1904 – Styrsö
- 1905 – Malmö
- 1906 – Styrsö
- 1907 – Styrsö
- 1908 – Stockholm / Styrsö
- 1909 – Göteborg / Stockholm / Örebro
- 1910 – Stockholm
- 1911 – Eskilstuna / Göteborg / Stockholm
- 1912 – Stockholm
- 1913 – Stockholm
- 1914 – Stockholm (herrar) / Eskilstuna (damer)
- 1915 – Stockholm (herrar) / Göteborg (damer)
- 1916 – Saltsjöbaden
- 1917 – Saltsjöbaden
- 1918 – Stockholm
- 1919 – Malmö
- 1920 – Stockholm
- 1921 – Stockholm
- 1922 – Stockholm
- 1923 – Stockholm
- 1924 – Långedrag
- 1925 – Stockholm
- 1926 – Stockholm
- 1927 – Stockholm
- 1928 – Stockholm
- 1929 – Stockholm
- 1930 – Stockholm
- 1931 – Stockholm
- 1932 – Stockholm
- 1933 – Stockholm
- 1934 – Stockholm
- 1935 – Stockholm
- 1936 – Stockholm
- 1937 – Stockholm
- 1938 – Stockholm
- 1939 – Stockholm
- 1940 – Linköping
- 1941 – Lidköping
- 1942 – Ängelholm
- 1943 – Linköping
- 1944 – Malmö
- 1945 – Varberg
- 1946 – Kalmar
- 1947 – Varberg
- 1948 – Lidköping
- 1949 – Karlskrona
- 1950 – Stora Tuna
- 1951 – Varberg
- 1952 – Kalmar
- 1953 – Linköping
- 1954 – Linköping
- 1955 – Harnäs
- 1956 – Halmstad
- 1957 – Varberg
- 1958 – Eskilstuna
- 1959 – Uppsala
- 1960 – Uppsala
- 1961 – Varberg
- 1962 – Ronneby
- 1963 – Stockholm
- 1964 – Örebro
- 1965 – Valbo Sportcentrum, Valbo
- 1966 – Stockholm
- 1967 – Landskrona
- 1968 – Jönköping
- 1969 – Landskrona
- 1970 – Varberg
- 1971 – Jönköping
- 1972 – Borås
- 1973 – Norrköping
- 1974 – Jönköping
- 1975 – Norrköping
- 1976 – Skövde
- 1977 – Örebro
- 1978 – Landskrona
- 1979 – Ronneby
- 1980 – Ronneby
- 1981 – Gävle
- 1982 – Stockholm
- 1983 – Falun
- 1984 – Västerås
- 1985 – Jönköping
- 1986 – Mölndal
- 1987 – Göteborg
- 1988 – Jönköping
- 1989 – Landskrona
- 1990 – Norrköping
- 1991 – Uppsala
- 1992 – Borås
- 1993 – Landskrona
- 1994 – Norrköping
- 1995 – Landskrona
- 1996 – Uppsala
- 1997 – Norrköping
- 1998 – Sundsvall
- 1999 – Simstadion, Halmstad
- 2000 – Citadellbadet, Landskrona
- 2001 – Sporthallsbadet, Sundsvall
- 2002 – Citadellbadet, Landskrona
- 2003 – Centralbadet, Norrköping
- 2004 – Eriksdalsbadet, Stockholm
- 2005 – Sporthallsbadet, Sundsvall
- 2006 – Citadellbadet, Landskrona
- 2007 – Simstadion, Halmstad
- 2008 – Centralbadet, Norrköping
- 2009 – Tinnerbäcksbadet, Linköping
- 2010 – Lindängsbadet, Malmö
- 2011 – Simstadion, Halmstad
- 2012 – Centralbadet, Norrköping
- 2013 – Simstadion, Halmstad
- 2014 – Borås
- 2015 – Sundsvall
- 2016 – Norrköping
- 2017 – Borås
- 2018 – Landskrona
- 2019 – Malmö
- 2020 – Inställt[a]
- 2021 – Halmstad
- 2022 – Linköping
- 2023 – Umeå
- 2024 – Linköping
- 2025 – Norrköping